# Huize Gerra
Huize Gerra is de naam van een voormalig bisschoppelijk paleis aan de Rijksweg 3 te Haaren. 
Het is een vrijstaande villa die in 1853 gebouwd is voor Joannes Zwijsen, bisschop van 's-Hertogenbosch. Volgens toen geldend kerkelijk gebruik mocht de bisschop niet in zijn bisschopszetel wonen en dus koos hij voor de nabijheid van het grootseminarie Haarendael. In dit huis is in 1863 een aanslag op Zwijsen gepleegd waarvan de precieze beweegredenen nimmer achterhaald zijn.
Na Zwijsens dood in 1877 kwamen in het huis achtereenvolgens de Missionarissen van het Heilig Hart, de Witte Paters, de Broeders van Dongen en de Theresianen. Na de Tweede Wereldoorlog werd huize Gerra het hoofdkwartier van de Ongeschoeide karmelietessen. Er zijn toen door Jos. Bedaux een aantal aanbouwen uitgevoerd, waaronder de kapel uit 1957.